# Замок Вальдау
Замок Вальдау (нім. Waldau) — старовинний прусський замок Тевтонського ордену, розташований в селищі Низов'я Калінінградської області Російської Федерації. До перейменування селища у Низов'я місцеве поселення називалося також Вальдау. 23 березня 2007 року замок отримав статус «об'єкта культурної спадщини регіонального значення» Російської Федерації.
Замок Вальдау входить до трійки найбільш збережених замків Калінінградській області — поряд із замками Тапіау в Гвардєйську і Георгенбург поблизу Черняховська.
Зараз в вцілілому флігелі замку розташований музей, який називається Вальдавський замок. Музей має статус муніципальної бюджетної культурної установи. Основна будівля замку знаходиться в частково зруйнованому стані.

## Історія
Офіційна згадка про будівництво фортеці Вальдау зазначена в хроніці за 1258 рік. В основі такої назви лежить балто-слов'янське слово «валдаті», що означає «володіти». Отже, «валдау» можна перекласти як «володіння».
У 1264 році, на вимогу влади Тевтонського ордену, князі заклали біля дороги першу проміжну фортецю на зразок заїжджого двору, де зупинялися служиві люди ордену, священники та воїни.
У 1457 році старі фортифікаційні споруди переробили під замок. Він використовувався як літня резиденція Великих магістрів Тевтонського ордену.
Наприкінці травня 1697 року в замку зупинялася група Великого російського посольства на чолі з царем Петром I.
У 1720 році королівський уряд Пруссії здав замок Вальдау в оренду, після цього почалася перебудова внутрішніх приміщень.
У 1858 році в замку розмістилася сільськогосподарська академія, яка в 1870 році — учительська семінарія.

## Сучасний стан
З 1945 року будівля замку Вальдау перебувала у підпорядкуванні сільськогосподарського училища (СПТУ № 20). Лівий флігель з 1947 року використовувався під гуртожиток даного навчального закладу.
Постановою Уряду Калінінградської області від 23 березня 2007 року № 132 «Про об'єкти культурної спадщини регіонального і місцевого значення» замок Вальдау отримав статус «об'єкта культурної спадщини регіонального значення» Російської Федерації. В цьому ж році органами Федеральної служби з нагляду за дотриманням законодавства в галузі охорони культурної спадщини будівлю замку визнано аварійною (існує загроза обвалення даху), і було прийнято рішення про її закриття.
Лівий флігель замку відкритий для відвідувачів, в ньому знаходиться заснований Андрієм Івановичем Бариновим музей, присвячений історії замку Вальдау та навколишніх земель. Будівля відреставрована і продовжує перебувати в стані ремонту.
14 червня 2014 року замку Вальдау виповнилося 750 років. До ювілею замку співробітники музею очистили від сміття підвали в замковому флігелі і привели в порядок покинутий середньовічний колодязь, який ще до Другої світової війни забезпечував водою весь замок. До урочистостей музейна вуличка була перетворена на ярмарок ремесел середньовічного міста, де працювали гончарна, столярна й інші майстерні. Особлива гордість ярмарку — аптечна справа, оскільки у давні часи аптека замку Вальдау славилася по всій Пруссії своїми лікувальними трав'яними зборами. Один із залів музею присвячений історії аптекарської справи.